# Raphael Botti
Raphael Botti, właśc. Raphael José Botti Zacarias Sena (ur. 23 lutego 1981 w Juiz de Fora) – brazylijski piłkarz grający na pozycji pomocnika. Aktualnie reprezentuje barwy Figueirense w brazylijskiej Serie B

## Kariera piłkarska
Po rozegraniu sześciu sezonów w juniorskim futbolu Botti rozpoczął profesjonalną grę w drużynie CR Vasco da Gama, lecz spędził tam zaledwie jeden sezon. W 2002 roku postanowił przenieść się do koreańskiej K-League, a swoją karierę kontynuował w Joenbuk Hyundai. Tam właśnie zaliczył swoje najlepsze mecze, czego ukoronowaniem było zdobycie trofeum za wygranie w 2006 roku Azjatyckiej Ligi Mistrzów. Botti był jednym z bohaterów finałowego dwumeczu, ponieważ udało mu się zdobyć gola w pierwszym spotkaniu. Rok później zawodnik opuścił Koreę Południową i wyruszył na podbój japońskiej J-League. Najpierw trafił na wypożyczenie do Vissel Kobe, a w 2009 roku przeszedł tam na zasadzie transferu definitywnego. W 2011 roku zawodnik powrócił do swojej ojczyzny i od tego momentu reprezentuje barwy Figueirense.

## Statystyki klubowe
| Rozgrywki klubowe | Rozgrywki klubowe      | Rozgrywki klubowe | Liga  | Liga | Puchar         | Puchar         | Puchar Ligi  | Puchar Ligi  | Razem | Razem |
| Sezon             | Klub                   | Liga              | Mecze | Gole | Mecze          | Gole           | Mecze        | Gole         | Mecze | Gole  |
| Brazylia          | Brazylia               | Brazylia          | Liga  | Liga | Copa do Brasil | Copa do Brasil | Puchar Ligi  | Puchar Ligi  | Razem | Razem |
| ----------------- | ---------------------- | ----------------- | ----- | ---- | -------------- | -------------- | ------------ | ------------ | ----- | ----- |
| 2001              | Vasco da Gama          | Série A           | 20    | 1    |                |                |              |              | 20    | 1     |
| Korea Republic    | Korea Republic         | Korea Republic    | Liga  | Liga | FA Cup         | FA Cup         | K-League Cup | K-League Cup | Razem | Razem |
| 2002              | Jeonbuk Hyundai Motors | K-League          | 16    | 0    |                |                |              |              | 16    | 0     |
| 2003              | Jeonbuk Hyundai Motors | K-League          | 29    | 5    |                |                |              |              | 29    | 5     |
| 2004              | Jeonbuk Hyundai Motors | K-League          | 15    | 2    |                |                |              |              | 15    | 12    |
| 2005              | Jeonbuk Hyundai Motors | K-League          | 20    | 1    |                |                |              |              | 20    | 3     |
| 2006              | Jeonbuk Hyundai Motors | K-League          | 21    | 3    |                |                |              |              | 21    | 6     |
| Japan             | Japan                  | Japan             | Liga  | Liga | Puchar Cesarza | Puchar Cesarza | J.League Cup | J.League Cup | Razem | Razem |
| 2007              | Vissel Kobe            | J1 League         | 31    | 1    | 1              | 0              | 5            | 1            | 37    | 2     |
| 2008              | Vissel Kobe            | J1 League         | 30    | 3    | 1              | 0              | 1            | 0            | 32    | 3     |
| 2009              | Vissel Kobe            | J1 League         | 26    | 0    | 3              | 1              | 0            | 0            | 29    | 1     |
| 2010              | Vissel Kobe            | J1 League         |       |      |                |                |              |              |       |       |
| Kraj              | Brazylia               | Brazylia          | 20    | 1    |                |                |              |              | 20    | 1     |
| Kraj              | Korea Południowa       | Korea Południowa  | 101   | 11   |                |                |              |              | 101   | 26    |
| Kraj              | Japonia                | Japonia           | 87    | 4    | 5              | 1              | 6            | 1            | 98    | 6     |
| Razem             | Razem                  | Razem             | 208   | 16   | 5              | 1              | 6            | 1            | 219   | 33    |